# Hugo Spadafora
Hugo Spadafora Franco (Chitré, 6 september 1940 - La Concepción, 13 september 1985) was een Panamees militair, medicus, activist en avonturier.
Spadafora studeerde geneeskunde aan de universiteit van Bologna en trok na zijn afstuderen naar Guinee-Bissau om de onafhankelijkheidsstrijders tegen Portugal te steunen. In 1975 keerde hij terug naar Panama waar hij minister van Gezondheid werd in het militaire regime van Omar Torrijos. In 1978 trok hij naar Nicaragua om met een legertje Panamezen aan de zijde van het Sandinistisch Nationaal Bevrijdingsfront (FSLN) de dictatuur van de familie Somoza te bestrijden. Enkele jaren na de Sandinistische overwinning stapte hij met Edén Pastora uit het FSLN, omdat deze te ondemocratisch en corrupt zou zijn geworden en streed met Pastora's Revolutionair Front Sandino (FRS).
Halverwege de jaren 80 raakte Spadafora weer betrokken bij de politiek van zijn moederland als criticus van de militaire dictator Manuel Noriega, die hij beschuldigde van drugssmokkel. In september 1985 trok Spadafora vanuit Costa Rica Panama binnen, maar hij werd vlak na de grens opgepakt door Panamese militairen. Enkele dagen later werd zijn gruwelijk verminkte lichaam teruggevonden in een greppel in Costa Rica. Na protesten in Panama besloot president Nicolás Ardito Barletta, een marionet van Noriega, een onderzoek in te stellen naar Spadafora's dood, waarna deze door Noriega werd afgezet. Na de val van Noriega in 1989 bevond een Panamese rechter Noriega in absentia schuldig aan de moord op Spadafora.